# 24 ur Le Mansa 1958
24 ur Le Mansa 1958 je bila šestindvajseta vzdržljivostna dirka 24 ur Le Mansa. Potekala je 22. in 22. junija 1958.

## Rezultati

### Uvrščeni
| Poz | Razred | Št | Moštvo                        | Dirkači                               | Šasija                 | Motor                | Krogi |
| --- | ------ | -- | ----------------------------- | ------------------------------------- | ---------------------- | -------------------- | ----- |
| 1   | S 3000 | 14 | Scuderia Ferrari              | Olivier Gendebien Phil Hill           | Ferrari 250 TR58       | Ferrari 3.0L V12     | 305   |
| 2   | S 3000 | 5  | P & A.G. Whitehead            | Graham Whitehead Peter Whitehead      | Aston Martin DB3S      | Aston Martin 3.0L I6 | 293   |
| 3   | S 2000 | 29 | Porsche KG                    | Jean Behra Hans Herrmann              | Porsche 718 RSK Spyder | Porsche 1.6L Flat-4  | 291   |
| 4   | S 1500 | 31 | Porsche KG                    | Edgar Barth Paul Frère                | Porsche 718 RSK        | Porsche 1.5L Flat-4  | 290   |
| 5   | S 1500 | 32 | Baron Carel Godin de Beaufort | Carel Godin de Beaufort Herbert Linge | Porsche 550A RS        | Porsche 1.5L Flat-4  | 288   |
| 6   | S 3000 | 21 | Equipe Nationale Belge        | Jean Blaton Alain de Changy           | Ferrari 250 TR         | Ferrari 3.0L V12     | 279   |
| 7   | S 3000 | 22 | Ed Hugus                      | Ed Hugus Ray Erickson                 | Ferrari 250 TR         | Ferrari 3.0L V12     | 278   |
| 8   | S 2000 | 28 | AC Cars Ltd.                  | Richard Stoop Peter Bolton            | AC Ace LM Prototype    | Bristol 2.0L I6      | 257   |
| 9   | S 2000 | 27 | AC Cars Ltd.                  | Hubert Patthey Georges Berger         | AC Ace                 | Bristol 2.0L I6      | 255   |
| 10  | S 1500 | 34 | Jean-Paul Colas               | Jacques Dewes Jean Kerguen            | Porsche 550A RS        | Porsche 1.5L Flat-4  | 254   |
| 11  | S 750  | 42 | Automobili O.S.C.A.           | Alejandro de Tomaso Colin Davis       | O.S.C.A. Sport 750 TN  | O.S.C.A. 0.7L I4     | 252   |
| 12  | S 750  | 44 | Automobiles Deutsch et Bonnet | Gérard Laureau Louis Cornet           | DB HBR4 Spyder         | Panhard 0.7L Flat-2  | 250   |
| 13  | S 750  | 46 | Automobiles Deutsch et Bonnet | Paul Armagnac Jean-Claude Vidilles    | DB HBR4                | Panhard 0.7L Flat-2  | 242   |
| 14  | S 750  | 41 | Automobili O.S.C.A.           | Jean Laroche Rémy Radix               | O.S.C.A. Sport 750     | O.S.C.A. 0.7L I4     | 241   |
| 15  | S 3000 | 10 | Bruce Halford                 | Bruce Halford Brian Naylor            | Lister LM              | Jaguar 3.0L I6       | 241   |
| 16  | S 2000 | 24 | Peerless Cars                 | Peter Jopp Percy Crabb                | Peerless GT Coupe      | Triumph 2.0L I4      | 240   |
| 17  | S 750  | 51 | Equipe Monopole Course        | Jacques Poch Guy Dunaud-Saultier      | Monopole X86           | Panhard 0.7L Flat-2  | 218   |
| 18  | S 750  | 45 | Automobiles Deutsch et Bonnet | Robert Mougin Jean Lucienbonnet       | DB HBR4                | Panhard 0.7L Flat-2  | 214   |

### Neuvrščeni
Niso prevozili 70% razdalje zmagovalca (213 krogov)
| Poz | Razred | Št | Moštvo                  | Dirkači                                           | Šasija            | Motor                   | Krogi |
| --- | ------ | -- | ----------------------- | ------------------------------------------------- | ----------------- | ----------------------- | ----- |
| 19  | S 750  | 53 | Automobili Stanguellini | François Sigrand René-Louis Revillon Michel Nicol | Stanguellini 750S | Fiat 0.7L I4            | 212   |
| 20  | S 750  | 55 | Team Lotus Engineering  | Alan Stacey Tom Dickson                           | Lotus 11          | Coventry Climax 0.7L I4 | 202   |

### Odstopi
| Poz | Razred | Št | Moštvo                            | Dirkači                                   | Šasija                         | Motor                   | Krogi |
| --- | ------ | -- | --------------------------------- | ----------------------------------------- | ------------------------------ | ----------------------- | ----- |
| 21  | S 3.0  | 8  | J.D. Hamilton                     | Duncan Hamilton Ivor Bueb                 | Jaguar D-Type                  | Jaguar 3.0L I6          | 251   |
| 22  | S 3.0  | 3  | David Brown Racing Dept.          | Tony Brooks Maurice Trintignant           | Aston Martin DBR1/300          | Aston Martin 3.0L I6    | 173   |
| 23  | S 1100 | 38 | Team Lotus Engineering            | Innes Ireland Mike Taylor                 | Lotus 11                       | Coventry Climax 1.1L I4 | 162   |
| 24  | S 3000 | 1  | Francisco Godia                   | Francisco Godia Jo Bonnier                | Maserati 300S                  | Maserati 3.0L I6        | 142   |
| 25  | S 750  | 47 | Bernard Deviterne                 | Marcel Laillier René Bartholoni           | DB HBR5                        | Panhard 0.7L Flat-2     | 129   |
| 26  | S 2000 | 25 | North American Racing Team (NART) | Pedro Rodriguez José Behra                | Ferrari 500 TR58               | Ferrari 2.0L I4         | 119   |
| 27  | S 3000 | 12 | Scuderia Ferrari                  | Mike Hawthorn Peter Collins               | Ferrari 250 TR58               | Ferrari 3.0L V12        | 112   |
| 28  | S 750  | 54 | Automobili Stanguellini           | René Philippe Faure Michel Nicol          | Stanguellini 750S              | Fiat 0.7L I4            | 110   |
| 29  | S 3000 | 16 | Scuderia Ferrari                  | Wolfgang von Trips Wolfgang Seidel        | Ferrari 250 TR58               | Ferrari 3.0L V12        | 101   |
| 30  | S 750  | 48 | Equipe Monopole Course            | Maurice van der Bruwaene Jacques Lefourel | Monopole X89                   | Panhard 0.7L Flat-2     | 101   |
| 31  | S 1100 | 40 | John Ogier                        | Tommy Bridger Peter Blond                 | Tojeiro                        | Coventry Climax 1.1L I4 | 83    |
| 32  | S 3000 | 19 | North American Racing Team (NART) | Edwin D. Martin Fernand Tavano            | Ferrari 250 TR                 | Ferrari 3.0L V12        | 77    |
| 33  | S 3000 | 20 | Equipe Los Amigos                 | François Picard Jaroslav Juhan            | Ferrari 250 TR                 | Ferrari 3.0L V12        | 72    |
| 34  | S 3000 | 18 | North American Racing Team (NART) | Dan Gurney Bruce Kessler                  | Ferrari 250 TR                 | Ferrari 3.0L V12        | 64    |
| 35  | S 1500 | 37 | Squadra Virgilio Conrero          | Marcel Lauga Jean Hébert                  | Alfa Romeo Giulietta SV Zagato | Alfa Romeo 1.3L I4      | 59    |
| 36  | S 2000 | 30 | Porsche KG                        | Richard von Frankenberg Claude Storez     | Porsche 718 RSK                | Porsche 1.6L Flat-4     | 55    |
| 37  | S 3000 | 4  | David Brown Racing Dept.          | Roy Salvadori Stuart Lewis-Evans          | Aston Martin DBR1/300          | Aston Martin 3.0L I6    | 49    |
| 38  | S 3000 | 11 | Henri Peignaux                    | Jean-Marie Brousselet André Guelfi        | Jaguar D-Type                  | Jaguar 3.0L I6          | 47    |
| 39  | S 3000 | 17 | Fernand Tavano                    | Alfonso Gomez-Mena Piero Drogo            | Ferrari 250 TR                 | Ferrari 3.0L V12        | 45    |
| 40  | S 750  | 50 | Equipe Monopole Course            | Bernard Consten Jean Vinatier             | Monopole VM5                   | Panhard 0.7L Flat-2     | 44    |
| 41  | S 3000 | 9  | Equipe Nationale Belga            | Freddy Rouselle Claude Dubois             | Lister LM                      | Jaguar 3.0L I6          | 43    |
| 42  | S 1500 | 35 | Team Lotus Engineering            | Jay Chamberlain Pete Lovely               | Lotus Mk15                     | Coventry Climax 1.5L I4 | 39    |
| 43  | S 750  | 52 | Automobili Stanguellini           | Georges Guyot Pierre Ros                  | Stanguellini 750S              | Fiat 0.7L I4            | 38    |
| 44  | S 3000 | 58 | Ecurie Francorchamps              | Lucien Bianchi Willy Mairesse             | Ferrari 250 TR                 | Ferrari 3.0L V12        | 33    |
| 45  | S 1500 | 36 | Squadra Virgilio Conrero          | Giorgio Ubezzi Eric Catulle               | Alfa Romeo Giulietta SV Zagato | Alfa Romeo 1.3L I4      | 31    |
| 46  | S 3000 | 2  | David Brown Racing Dept.          | Stirling Moss Jack Brabham                | Aston Martin DBR1/300          | Aston Martin 3.0L I6    | 30    |
| 47  | S 3000 | 57 | Maurice Charles                   | Maurice Charles John Young                | Jaguar D-Type                  | Jaguar 3.0L I6          | 29    |
| 48  | S 1100 | 39 | Car Exchange                      | William Frost Robert Hicks                | Lotus 11                       | Coventry Climax 1.1L I4 | 28    |
| 49  | S 2000 | 23 | Jean Thépenier                    | Eugène Martin Michel Dagorne              | Maserati 200SI                 | Maserati 2.0L I4        | 20    |
| 50  | S 750  | 56 | Equipe Lotus France               | Roger Masson André Héchard                | Lotus Mk15                     | Coventry Climax 0.7L I4 | 19    |
| 51  | S 750  | 49 | Equipe Monopole Course            | René Cotton André Beaulieux               | Monopole X86                   | Panhard 0.7L Flat-2     | 10    |
| 52  | S 3000 | 6  | Ecurie Ecosse                     | Jack Fairman Masten Gregory               | Jaguar D-Type                  | Jaguar 3.0L I6          | 7     |
| 53  | S 2000 | 26 | Team Lotus Engineering            | Cliff Allison Graham Hill                 | Lotus Mk15                     | Coventry Climax 2.0L I4 | 3     |
| 54  | S 3000 | 7  | Ecurie Ecosse                     | John Lawrence Ninian Sanderson            | Jaguar D-Type                  | Jaguar 3.0l I6          | 2     |
| 55  | S 750  | 43 | Just-Emile Vernet                 | Jean-Marie Dumazer Robert Dutoit          | V.P.                           | Renault 0.7L I4         | 2     |

### Statistika
- Najhitrejši krog - #12 Scuderia Ferrari - 4:08.0
- Razdalja - 4101.926km
- Povprečna hitrost - 170.914km/h

### Dobitniki nagrad
- 24th Biennial Cup - None awarded (no finishers)
- Index of Performance - #42 Autombili O.S.C.A.